# Mabillon (Métro Paris)

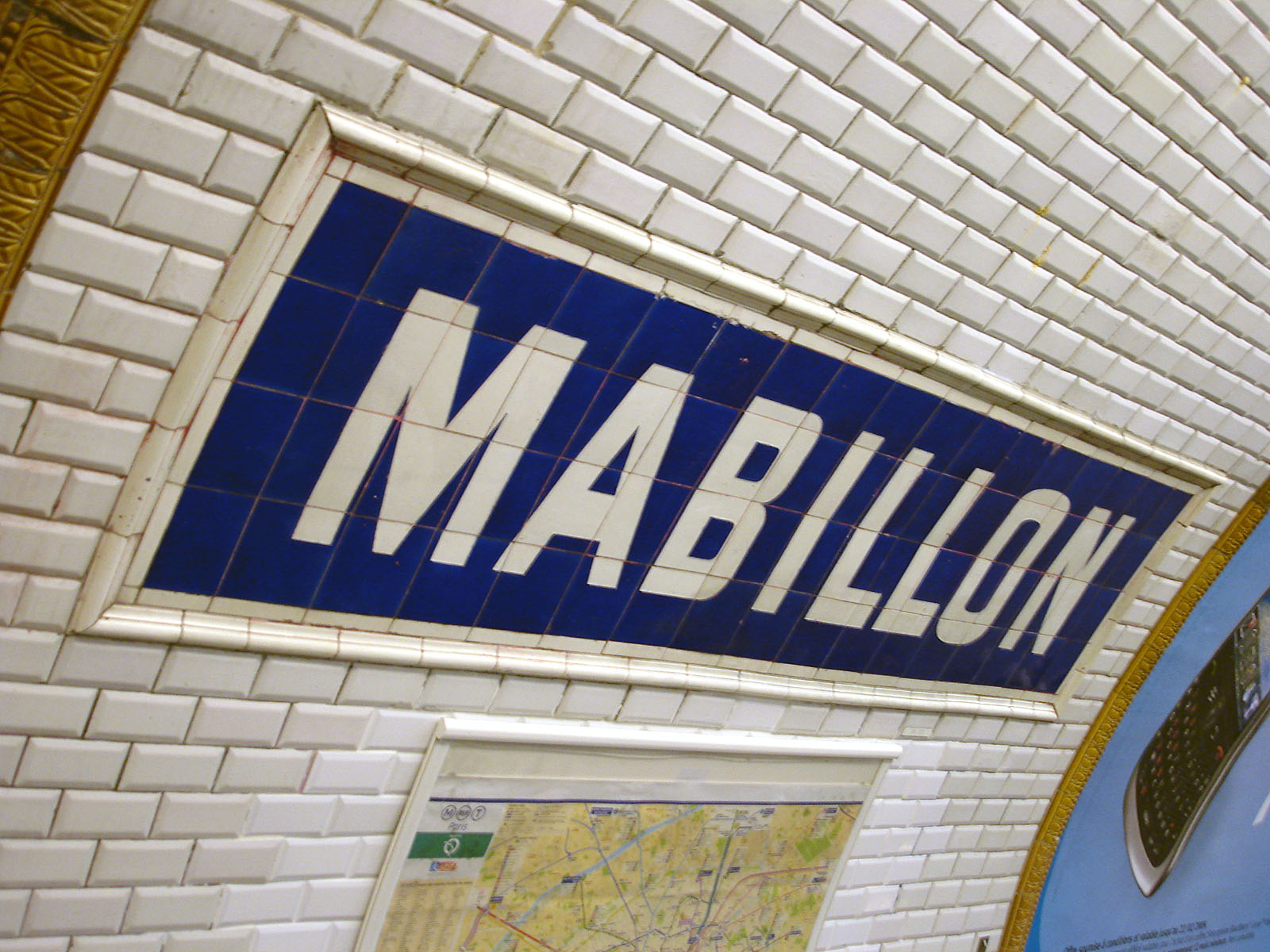
Stationsschild

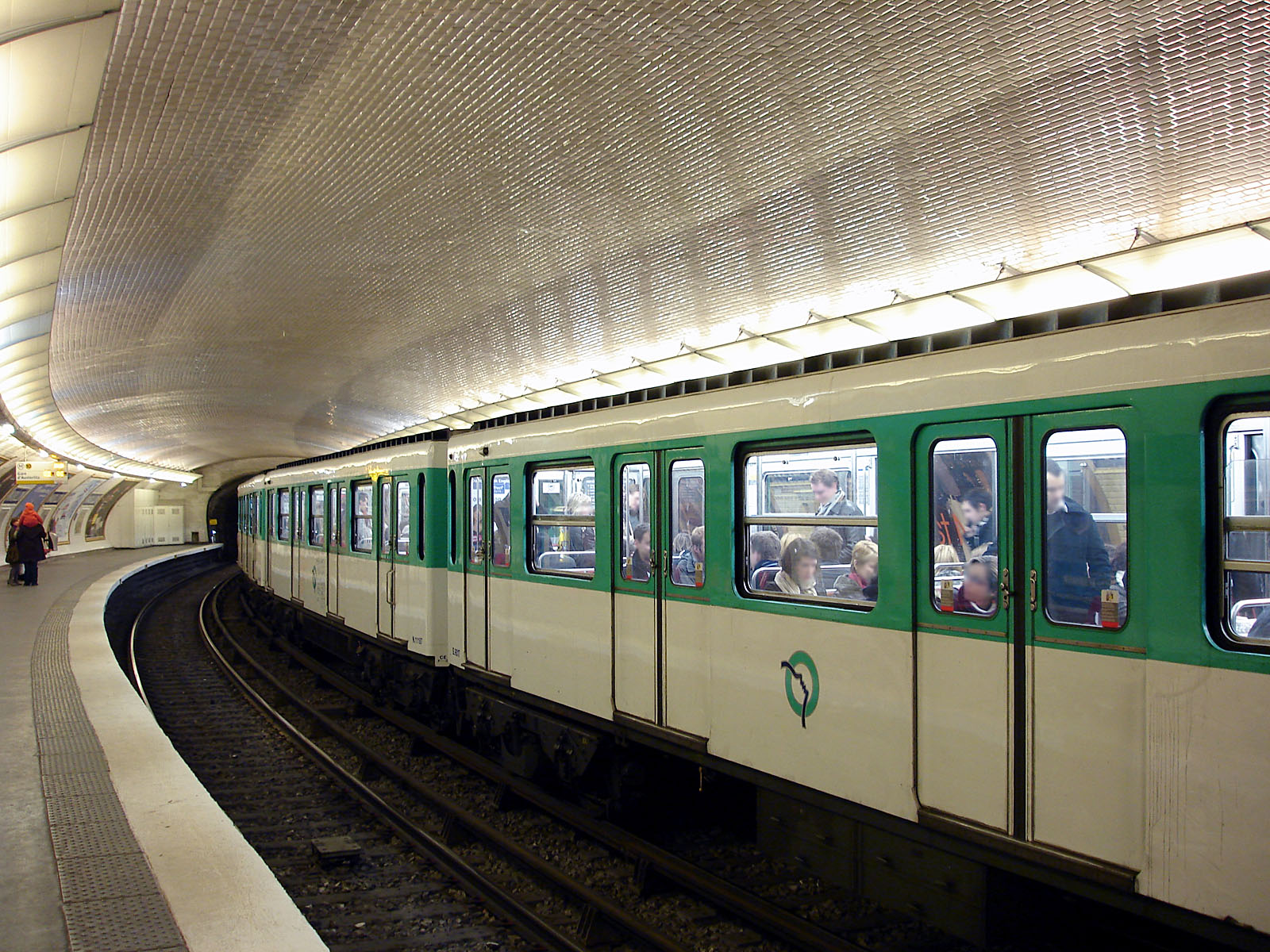
Zug der Baureihe MF 67 in der Station Mabillon

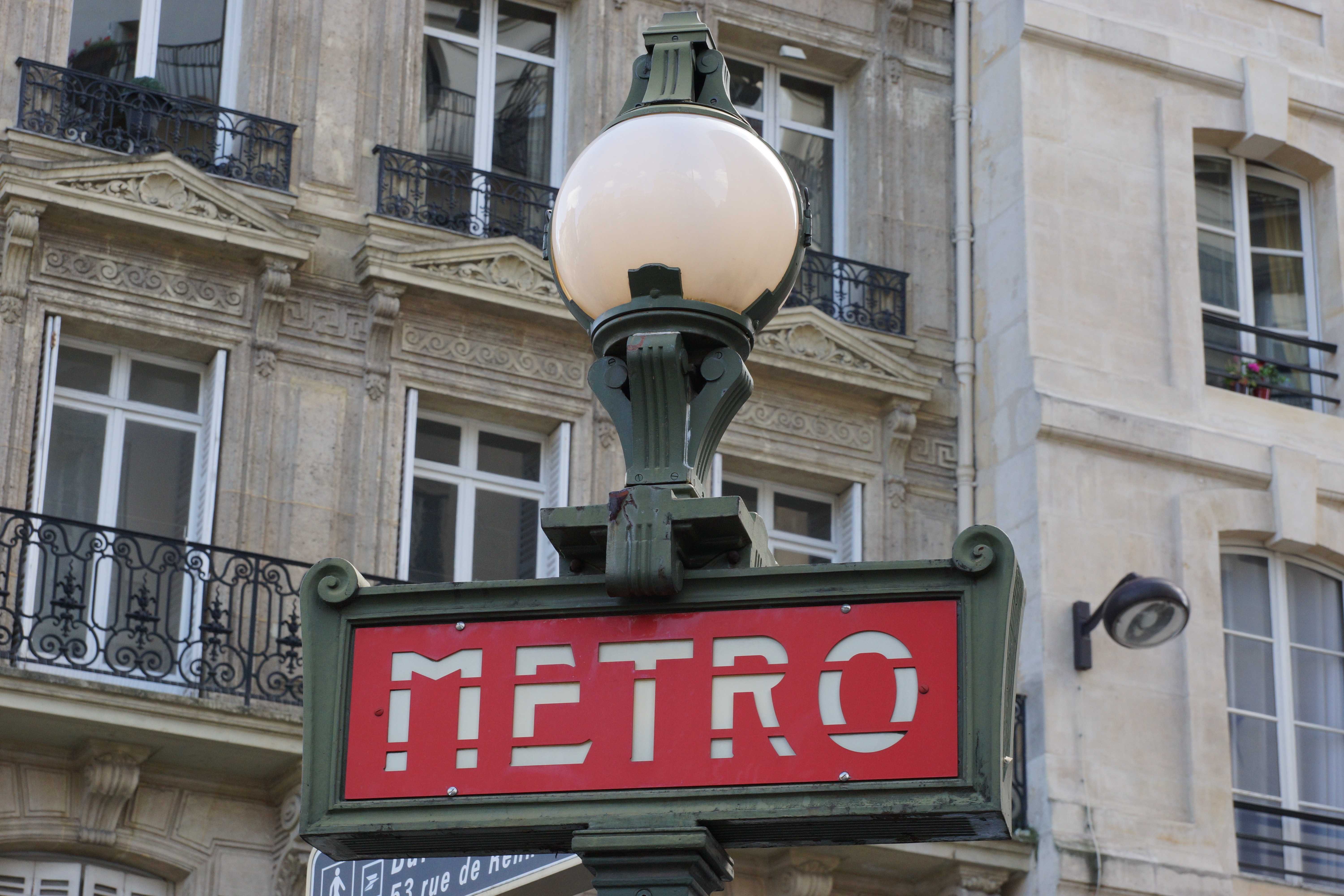
Art-déco-Kandelaber am Zugang Rue de Montfaucon

Der U-Bahnhof Mabillon [mabijɔ̃] ist eine unterirdische Station der Linie 10 der Pariser Métro.

## Lage
Die Station befindet sich im Quartier Saint-Germain-des-Prés des 6. Arrondissements von Paris. Sie liegt längs unter der Rue du Four südlich deren Einmündung in den Boulevard Saint-Germain.
Trotz der unmittelbaren Nähe zum U-Bahnhof Saint-Germain-des-Prés wurde zwischen den beiden Stationen kein Fußgängertunnel für Umsteiger geschaffen. Umsteigebahnhof zwischen den Linien 4 und 10 ist der östlich folgende U-Bahnhof Odéon.

## Name
Namengebend war die nach Süden von der Rue du Four abgehende Rue Mabillon. Der in der nahegelegenen Abtei Saint-Germain-des-Prés wirkende und verstorbene Mönch Jean Mabillon (1632–1701) gilt als Begründer der Historischen Hilfswissenschaften.

## Geschichte
Der U-Bahnhof Mabillon wurde am 10. März 1925 mit Eröffnung der Linie 10 in Betrieb genommen, die damals von der Station Croix-Rouge (seit 1939 geschlossen) bis dorthin verlängert wurde. Bis zum 13. Februar 1926 war Mabillon vorübergehend östlicher Endpunkt der Linie.

## Beschreibung
Die in einer leichten Kurve liegende Station liegt unter einem elliptischen, weiß gefliesten Gewölbe mit gekrümmten Seitenwänden. Sie weist zwei Seitenbahnsteige an zwei Streckengleisen auf und ist 75 m lang. Vor dem westlichen Kopf befindet sich eine einfache Gleisverbindung. Ausgänge existieren an der Südseite der Rue du Four an den Einmündungen der Rue Mabillon (mit Rolltreppe) und der Rue de Montfaucon.
Der Zugang an der Rue de Montfaucon ist durch einen von Adolphe Dervaux im Stil des Art déco entworfenen Kandelaber markiert.

## Fahrzeuge
Auf der Linie 10 verkehren konventionelle Züge der Baureihe MF 67. Zwischen 1975 und 1994 liefen Züge der Baureihe MA, davor solche der Bauart Sprague-Thomson.